# Christmas After Midnight
Christmas After Midnight è il primo album in studio natalizio (il sesto in totale) della cantante statunitense Fantasia, pubblicato nel 2017.

## Tracce
1. This Christmas – 3:22
2. Santa Claus Goes Straight to the Ghetto – 3:20
3. The Snow Is Falling – 2:55
4. Baby, It's Cold Outside (featuring CeeLo Green) – 2:53
5. The Christmas Song (Chestnuts Roasting on an Open Fire) – 2:57
6. Give Love on Christmas Day – 4:05
7. Merry Christmas Baby – 2:34
8. Silent Night – 3:50
9. Have Yourself a Merry Little Christmas – 3:19
10. What Are You Doing New Year's Eve? – 3:09
11. In the Wee Small Hours of the Morning – 2:28
12. Hallelujah – 4:23